# بسلة أزميرية
بسلة أزميرية (الاسم العلمي:Pisum smyrnense) هي نوع غير مؤكد من النباتات تتبع جنس البسلة من الفصيلة البقولية.